# Вільям Едвардс Демінг
Демінг, Вільям Едвардс (англ. Wílliam Édwards Déming в літературі зустрічається з особовим іменем Волтер, англ. Walter; 14 жовтня 1900 — 20 грудня 1993), також знаний як Едвардc Демінг — американський вчений, статистик і консультант з теорії управління якістю. Широкого визнання Демінг набув завдяки своїм інноваційним пропозиціям щодо реорганізації підприємств, які широко застосовуються в Японії та інших країнах під назвою «ощадливе виробництво».

## Бібліографічні відомості
Демінг здобув освіту в університеті штату Вайомінг, після чого закінчив аспірантуру в Єльському університеті.
Є одним із засновників Американського товариства з контролю якості, створеного в 1946 році. Йому присуджено одну з найпрестижніших нагород, заснованих цим суспільством — медаль імені Шухарта.

### Робота в Японії
Японію вперше відвідав у 1946 році. Його лекції з методів статистичного контролю якості були позитивно сприйняті вищими керівниками японських компаній. Необхідність вивчення і впровадження методів статистичного контролю була усвідомлена і в Японії був організований процес масованого навчання менеджерів.
На знак визнання заслуг Е. Демінга в 1951 р. в Японії була заснована нагорода його імені, яку присуджують відтоді щорічно компаніям за видатні успіхи в справі підвищення якості та окремим особам за істотний внесок у теорію і практику управління якістю. Нагорода видається у вигляді диплома і срібної медалі з профілем доктора Е. Демінга.

## Нагороди та звання
Доктору Демінгу присуджено національну медаль США в області технології, його ім'я викарбувано в «Залі слави» за досягнення в галузі науки і техніки. 1960 року доктор Е. Демінг нагороджений орденом Священного Скарбу 2-го ступеня. Це один з вищих орденів Японії, який вручають від імені імператора.
У багатьох країнах світу працюють асоціації його імені.

## 14 принципів Демінга[6]
1. Постійність цілі: Поставте перед собою мету і будьте незмінно твердими і постійними у досягненні поставленої мети безперервного поліпшення продукції і послуг, розподіляючи ресурси таким чином, щоб забезпечувалися довготривалі цілі й потреби, а не тільки сьогочасна прибутковість, для досягнення конкурентоспроможності, збереження підприємства і забезпечення людей роботою.
2. Нова філософія: Прийміть нову філософію. Ми знаходимося в новій економічній ері, розпочатій в Японії. Ми не можемо більш уживатися з звичним прийнятим рівнем затримок, помилок, дефектів у матеріалах, браком в роботі. Необхідно перетворення західного стилю менеджменту, щоб зупинити триваючий занепад економіки.
3. Покінчити із залежністю від масового контролю: Ліквідовуйте потребу в масових перевірках та інспекції, як спосіб досягнення якості, перш за все шляхом «вбудовування» якості у продукцію. Вимагайте статистичних свідчень «вбудованої» якості як в процесі виробництва, так і при виконанні закупівельних функцій.
4. Покінчіть з практикою закупівель за найдешевшою ціною. Замість цього, разом із ціною, вимагайте серйозних підтверджень її якості. Зменшіть кількість постачальників одного і того ж продукту шляхом відмови від послуг тих постачальників, які не змогли статистично підтвердити його якість. Прагніть до того, щоб організувати постачання кожного компоненту тільки від-одного виробника, на основі встановлення довготривалих відносин взаємної лояльності та довіри. Метою в цьому випадку є мінімізація загальних витрат, а не тільки початкових.
5. Покращуйте кожен процес. Покращуйте постійно, сьогодні і завжди всі процеси планування, виробництва і надання послуг. Постійно вишукуйте проблеми для того, щоб покращувати всі види діяльності та функції в компанії, підвищувати якість і продуктивність і, таким чином, постійно зменшувати витрати. Безперервне поліпшення системи, що включає в себе розробку і проєктування, постачання комплектуючих і матеріалів, обслуговування та поліпшення роботи обладнання, методів управління та організації, підготовку та перепідготовку кадрів — є найперший обов'язок керівництва.
6. Введіть у практику підготовку та перепідготовку кадрів: Введіть у практику сучасні підходи до підготовки та перепідготовки всіх працівників, включаючи як рядових працівників, так і керівників всіх ланок, з тим, щоб краще використовувати можливості кожного з них. Для того, щоб встигати за змінами в матеріалах, методах, конструкції виробів, устаткування, технології, функціях і методах обслуговування, потрібні нові навички й уміння.
7. Заснувати лідерство. Засвойте і введіть у практику лідерство як метод роботи, який має на меті допомогти працівникам виконувати їх роботу найкращим чином. Керівники всіх рівнів повинні відповідати не за голі цифри, а за якість. Поліпшення якості автоматично призводить до підвищення продуктивності. Керівники та керуючі повинні забезпечити прийняття негайних заходів при отриманні сигналів про факти виникнення дефектів, несправне або зіпсоване обладнання, погані інструменти, нечіткі робочі інструкції та інші фактори, що завдають шкоду якості.
8. Проганяйте страх. Заохочуйте ефективні двосторонні зв'язки і використовуйте інші засоби для викорінення страхів, побоювань і ворожості всередині організації з тим, щоб кожен міг працювати більш ефективно і продуктивно на благо компанії. Будь-який працівник, який зазнає страх перед своїм вищим керівником, не може належним чином співпрацювати з ним. Найкраще, що можна очікувати в таких обставинах, — ображена покірність, тобто саме те, чого і бажає такий керівник. Проте подібний стан речей ніколи не приведе до гарних результатів. Істинне співробітництво дозволяє досягти набагато більшого, ніж ізольовані індивідуальні зусилля. Але ця взаємодія не може бути хорошою, якщо не плекати взаємну довіру, впевненість і повагу. Ті хто працюють відчуваючи страх намагаються вислизнути з поля зору тих, кого вони бояться. А як можна очікувати віддачі, відповідної потенційним можливостям, від людей, чиє основне бажання — просто не бути поміченим?
9. Зруйнуйте бар'єри між підрозділами, службами, відділеннями. Люди з різних функціональних підрозділів: дослідники, розробники, виробничники, представники комерційних і адміністративних служб — повинні працювати в командах (бригадах) з тим, щоб усувати проблеми, які можуть виникнути з продукцією або послугами. Більшість компаній організовані за функціональним принципом, але вони мають працювати в умовах функціональної взаємодії.
10. Відмовтеся від порожніх гасел і закликів. Відмовтеся від використання плакатів, гасел і закликів до працівників, які вимагають від них бездефектної роботи, нового рівня продуктивності і т. ін., але нічого не говорять про методи досягнення цих цілей. Такі заклики лише викликають вороже ставлення; основна маса проблем низької якості та продуктивності пов'язана з системою і, таким чином, їх вирішення перебуває за межами можливостей рядових працівників.
11. Усуньте довільні числові норми і завдання. Усуньте робочі інструкції та стандарти, які встановлюють довільні норми, квоти для працівників та кількісні завдання для керівників. Замініть їх підтримкою і допомогою з боку вищестоящих керівників з тим, щоб досягати безперервних поліпшень якості та продуктивності.
12. Дайте працівникам можливість пишатися своєю працею. Усуньте бар'єри, які обкрадають робітників і керівників, позбавляючи їх можливості пишатися своєю працею. Це передбачає, крім усього іншого, відмову від щорічних атестацій (оцінок діяльності працівників) та методів управління за цілями. І знову, обов'язки менеджерів, контролерів, майстрів повинні бути перенесені з досягнення чисто кількісних показників на досягнення якості.
13. Заохочуйте прагнення до освіти. Заснувати енергійну програму освіти і підтримки самовдосконалення для всіх працівників. Організації потрібні не просто люди, їй потрібні працівники, удосконалюються в результаті навчання та самоосвіти. Джерелом успішного просування в досягненні конкурентоспроможності є знання.
14. Прихильність справі підвищення якості і дієвість вищого керівництва. Ясно визначіть непохитну прихильність вищого керівництва до постійного покращення якості та продуктивності та зобов'язання проводити в життя всі зазначені вище принципи. Тим не менше, мало того, що вище керівництво щиро продекламує свою вічну прихильність високим стандартам якості та продуктивності. Воно має ще знати, в чому ж полягає те, чому вони прихильні, тобто що вони мають безпосередньо робити. Утворіть структуру у вищому керівництві, яка буде щоденно давати імпульс для просування до вище розглянутих принципів, і дійте, щоб реалізувати перетворення. Підтримки тут недостатньо, потрібні конкретні справи.

## Сім смертельних хвороб управління за Демінгом
1. Відсутність сталості цілей.
2. Акцент на короткострокові прибутки та формування негайних дивідендів, втрачаючи з уваги довгострокові стратегії.
3. Оцінка ефективності, оцінка заслуг або щорічний огляд
4. Мобільність вищого керівництва.
5. Управління шляхом виключного використання наявної інформації.
6. Високі медичні витрати.
7. Високі витрати на відповідальність.

## Цикл Шухарта — Демінга
Поширений підхід до управлінського циклу, згідно якого він складається з чотирьох фаз:
1. Планування (Plan)
2. Виконання (Do)
3. Контроль (Сontrol)
4. Вплив, корекція (Act)

Відповідно до перших літер англійських назв фаз циклу, він також знаний як «PDCA-модель управлінського циклу».